# Magistrature
 (septembre 2016).
Améliorez-le ou discutez des points à vérifier. 
 (décembre 2014).
Le terme magistrature désigne plusieurs types de mandats.

## Un pouvoir politique et judiciaire
Dans l'Antiquité, une magistrature était une charge attachée à un pouvoir de décision ayant autorité sur le commun. Elle était exercée par le magister  pendant un mandat très court (six mois ou un an) et n'était que rarement renouvelable.

### En Grèce
Dans l'Antiquité seuls les citoyens pouvaient voter à main levée pour élire un magistrat. Les femmes ne pouvaient pas voter.

### Civilisation étrusque
Le Zilath est le type de magistrat des Étrusques.

### À Rome
Liste des Magistrats romains :
- le consul ;
- le préteur ;
- l'édile;
- le questeur.

Une carrière comprenant une progression d'une magistrature vers une plus élevée s'appelait le cursus honorum.

### Au Moyen Âge
L'édilité concerne au Moyen Âge la prise en charge de la plupart des tâches normalement confiées au seigneur à une magistrature ou groupe de magistrats, par exemple : les fossés et les remparts, l'état des rues et des maisons.

## La séparation des pouvoirs

### En France
Le terme magistrature désigne en France l'ensemble des magistrats, c'est-à-dire toute personne ayant un pouvoir judiciaire.
Ainsi les préfets et les maires ne sont pas des magistrats puisqu'ils exercent une autorité politique : ils détiennent donc le pouvoir exécutif et non judiciaire.
En France, seuls les élèves sortant de l'École nationale de la magistrature sont des magistrats au sens strict du terme.
Les juges exercent un pouvoir judiciaire et sont donc un exemple concret de membre de la magistrature française.

### Au Canada
En droit canadien, le Conseil canadien de la magistrature est l'organisme qui examine les plaintes déontologiques contre les juges. Il a pour mission de « maintenir et d’accroître la qualité des services judiciaires des cours supérieures au Canada »